# (33861) Boucvalt
2000 HO94 (asteroide 33861) é um asteroide da cintura principal. Possui uma excentricidade de 0.17254430 e uma inclinação de 1.98768º.
Este asteroide foi descoberto no dia 29 de abril de 2000 por LINEAR em Socorro.